# Гргур Нинский

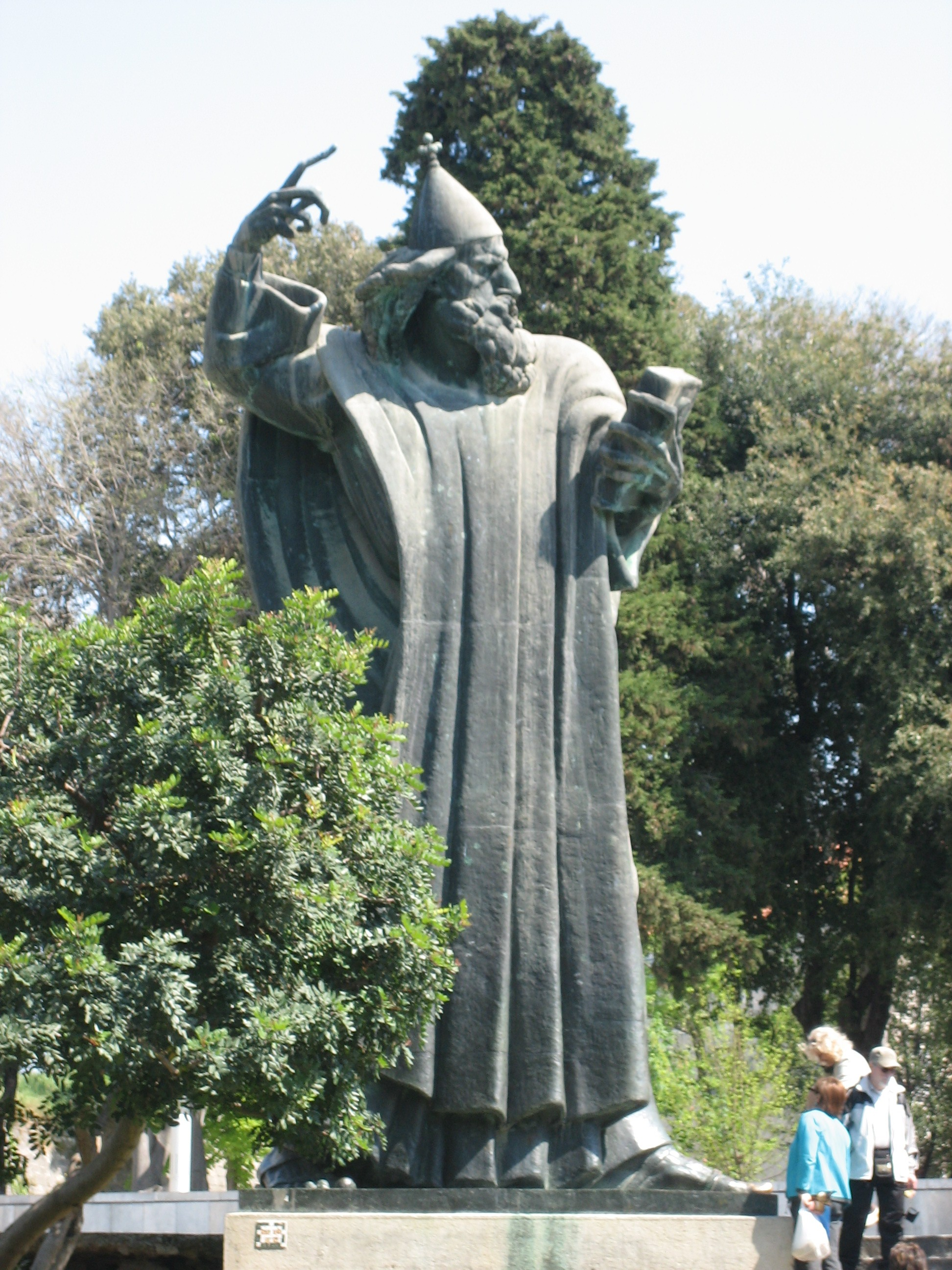
И. Мештрович. Статуя Гргура Нинского в Сплите

Гргур (Григо́рий) Нинский (хорв. Grgur Ninski; род. около 850 — дата смерти неизвестна) — епископ города Нин в 900—929 годах. Прославился борьбой против латинизации славянского богослужения в Хорватских землях. Деятельность епископа Гргура способствовала развитию хорватского языка и распространению христианства в Хорватии.

## Биография
Гргур Нинский был активным сторонником богослужения литургии римского обряда на церковнославянском языке, главным доводом епископа был факт, что незнание латыни подавляющим большинством хорватов мешает распространению христианства. Нинский епископ перевёл латинский миссал на хорватский язык. Богослужебные книги писались на глаголице. Таким образом, Гргур Нинский заложил основы глаголического обряда в Хорватии.
При короле Томиславе I были организованы два Сплитских собора в 925 и 927 годах, на которых Нинской партии противостояли Сплитские сторонники латинизации литургии, исповедовавшие ересь «триязычия». Именно их сторону взял папа Иоанн X. Он ссылался на пример саксов, которые вместе с христианством усвоили и богослужение на латыни. В итоге, «спличане» одержали победу, Нинская епархия была присоединена к Сплитской, а Сплит стал религиозным центром страны, будучи возведён в ранг митрополии. Гргур Нинский был переведён на Скрадинскую кафедру.
Однако, введение латинского богослужения шло очень медленно, наталкиваясь на сопротивление как паствы, так и священников, и глаголическая литургия практиковалась в Хорватии ещё много столетий, а впоследствии (в XIII веке) была, наконец, узаконена.

Знаменитый хорватский скульптор Иван Мештрович создал в 1929 году выразительную статую Гргура Нинского, которая в знак исторической победы над Сплитской партией была воздвигнута именно в Сплите. Изначально статуя была установлена в перистиле дворца Диоклетиана, но затем перенесена к северу от дворца, в парк около Золотых ворот. Выступая на церемонии открытия сплитского монумента, скульптор сказал: 
Пусть Гргур Нинский будет на хорватском севере, как теперь и на юге, в Сплите, зримым доказательством нашей успешной борьбы за церковнославянский язык и хорватскую глаголицу!
Памятнику в Сплите предшествовал памятник Нинскому епископу в Вараждине, созданный в 1927 г. тем же Мештровичем. Он же является автором памятника Гргуру Нинскому в его родном Нине.

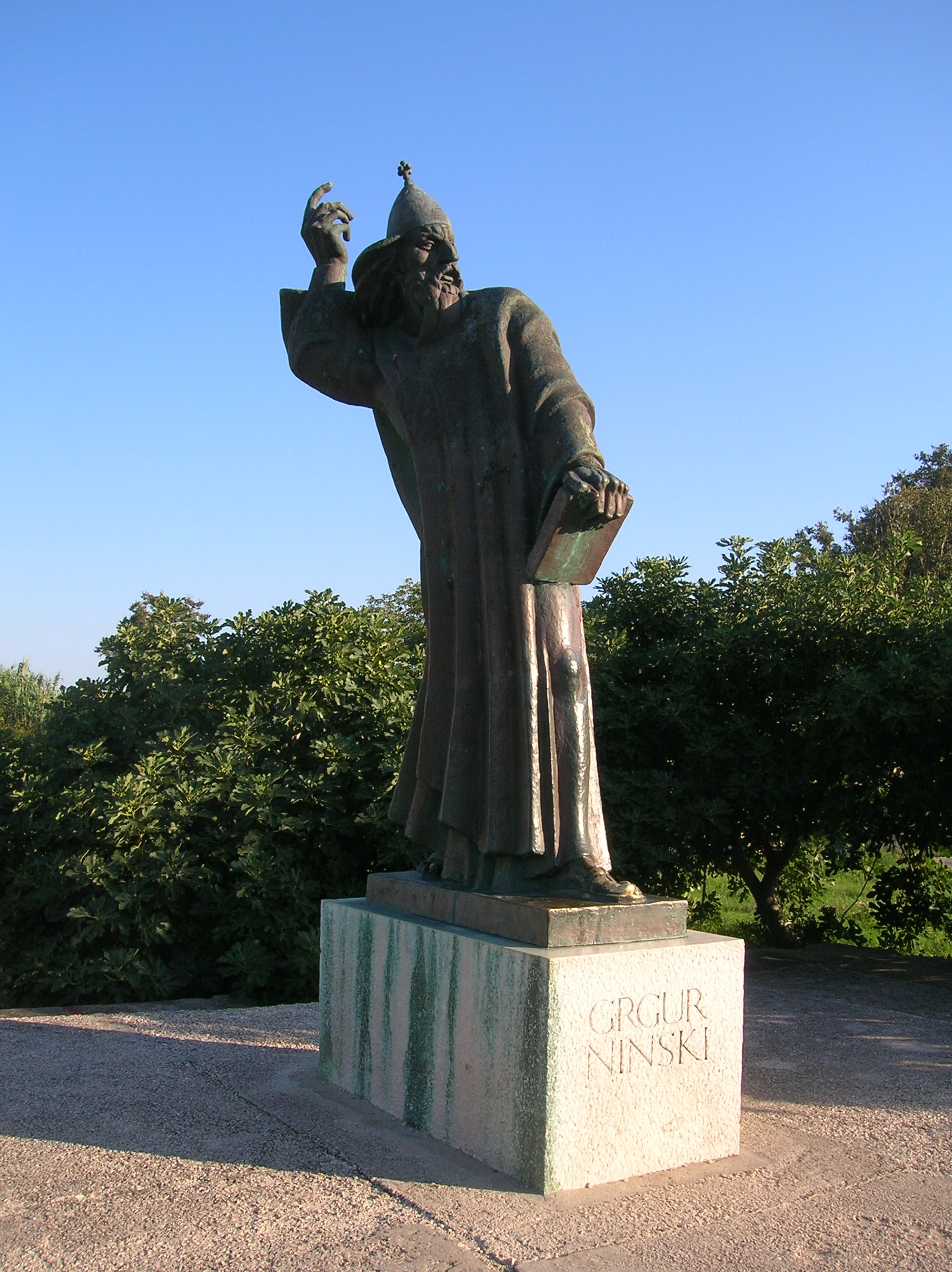
Памятник в Нине
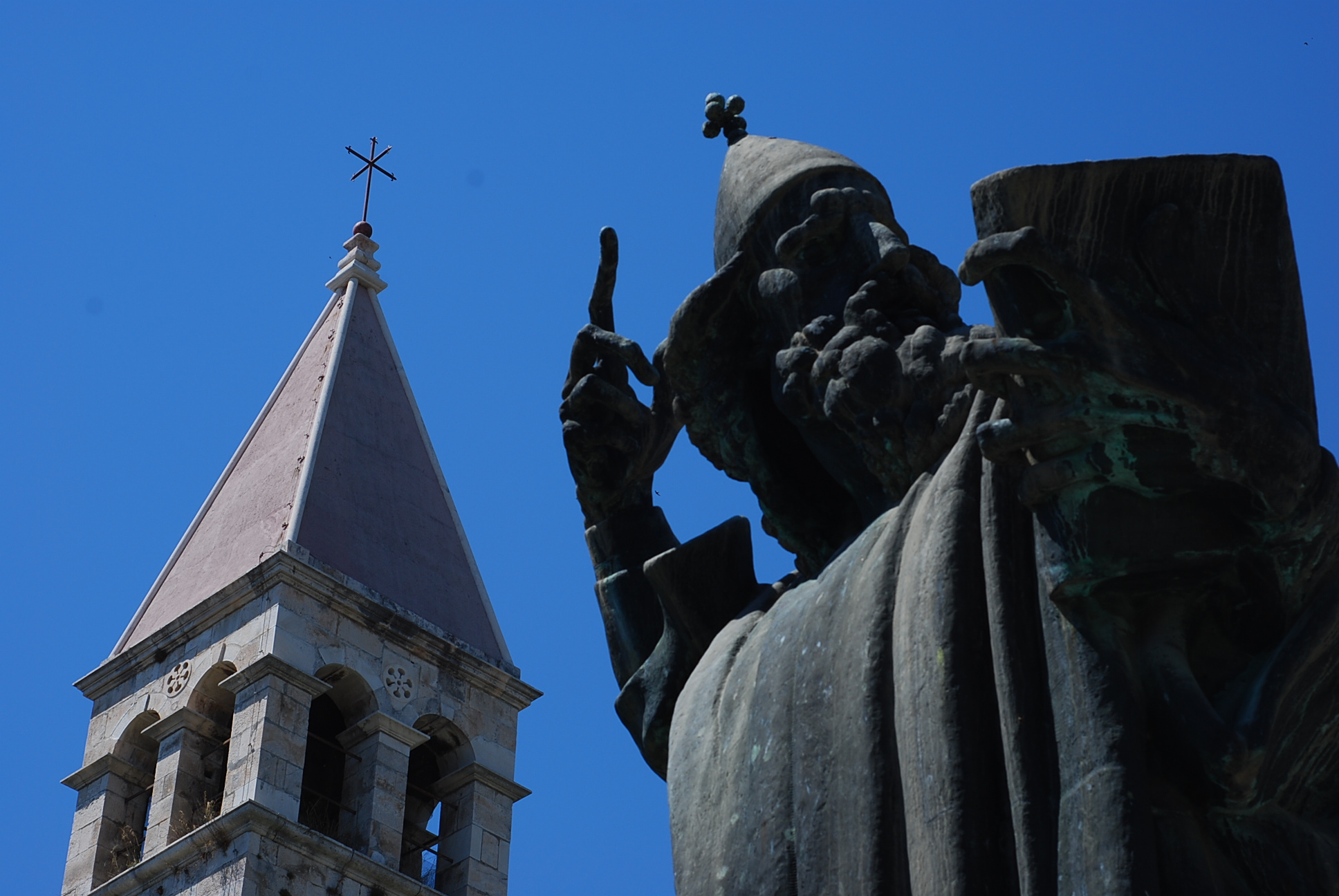
Памятник в Сплите
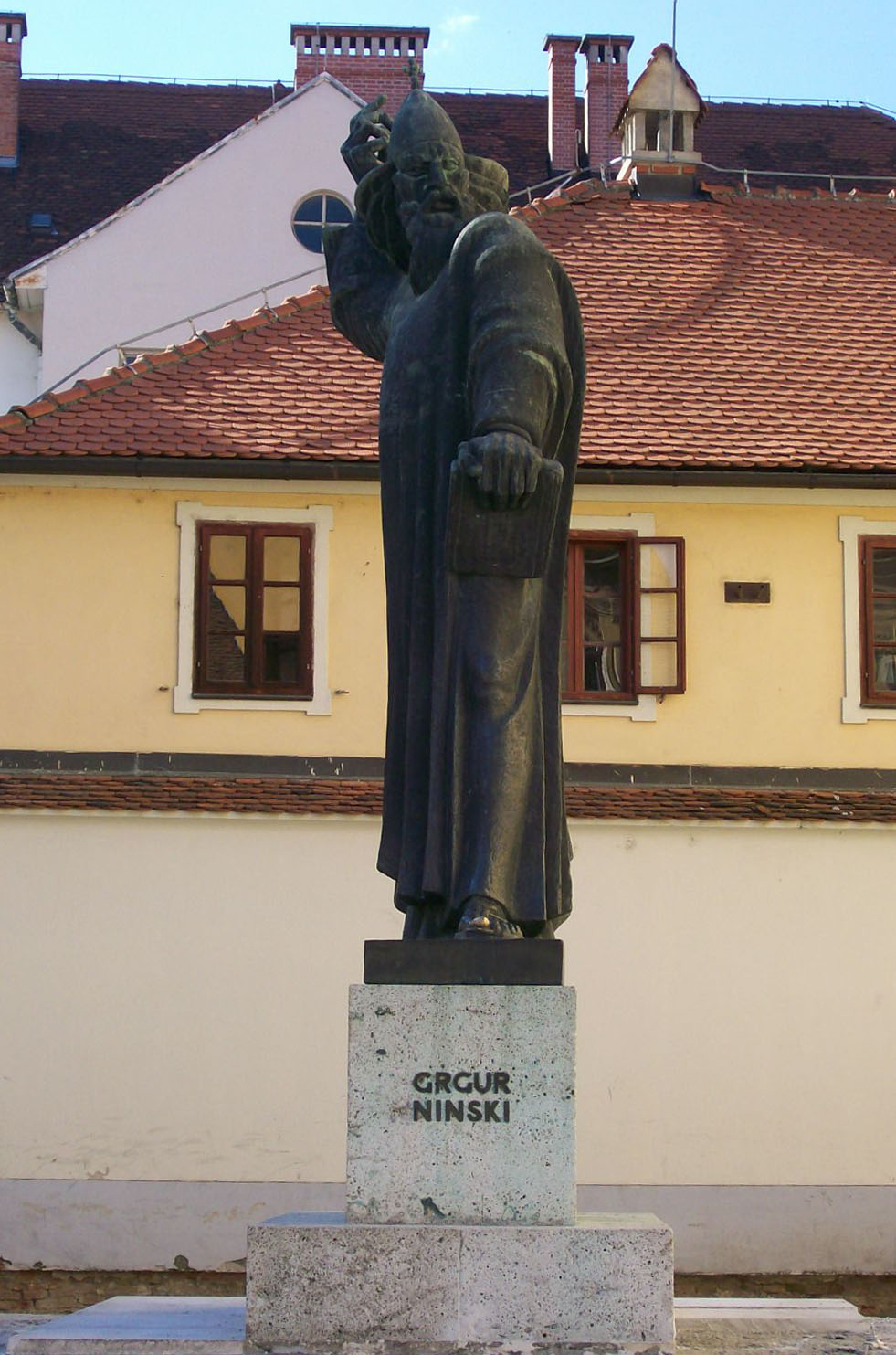
Памятник в Вараждине